# Calceolaria nevadensis
Calceolaria nevadensis là một loài thực vật có hoa trong họ Calceolariaceae. Loài này được (Pennell) Standl. mô tả khoa học đầu tiên năm 1936.